# 维讷扎克
维讷扎克（法語：Vinezac，法語發音：[vinzak]）是法国阿尔代什省的一个市镇，属于拉让蒂耶尔区。

## 地理
维讷扎克（44°32'18"N, 4°19'31"E）面积10.91 平方千米，位于法国奥弗涅-罗讷-阿尔卑斯大区阿尔代什省，该省份为法国东南部内陆省份，北起顺时针与卢瓦尔省、伊泽尔省、德龙省、沃克吕兹省、加尔省、洛泽尔省和上盧瓦爾省接壤。
与维讷扎克接壤的市镇（或旧市镇、城区）包括：阿永、巴拉聚克、沙西耶、拉沙佩勒苏索布纳、拉纳、拉让蒂耶尔、于泽尔。

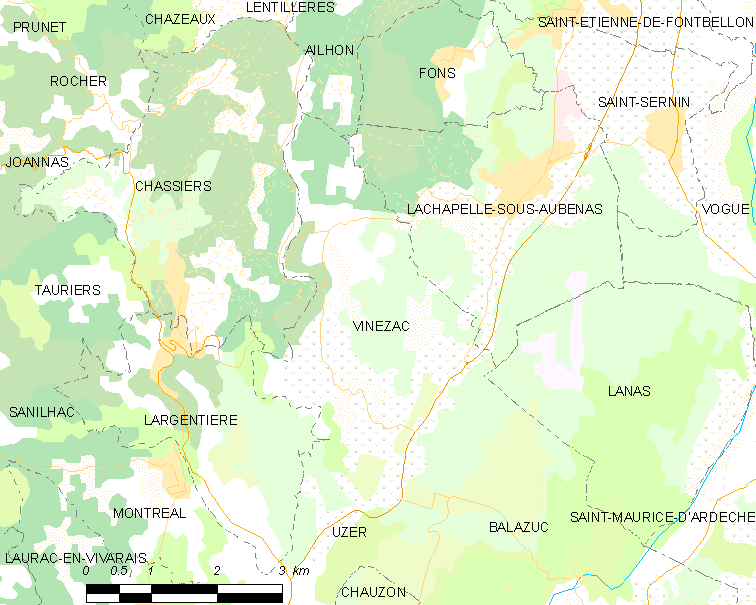
维讷扎克的OSM定位图

维讷扎克的时区为UTC+01:00、UTC+02:00（夏令时）。

## 行政
维讷扎克的邮政编码为07110，INSEE市镇编码为07343。

## 政治
维讷扎克所属的省级选区为欧布纳第二县。

## 人口

1962-2008年间维讷扎克人口变化图示

维讷扎克于2022年1月1日时的人口数量为1388人。